# 唐津市立田野小学校
唐津市立田野小学校（からつしりつ たのしょうがっこう）は、佐賀県唐津市肥前町田野にあった公立の小学校。
唐津市肥前地区の小学校3校（納所・田野・入野）の統合により、唐津市立肥前小学校が新設されたため、2024年（令和6年）3月末をもって閉校した。

## 概要

### 歴史
1876年（明治9年）に「田野小学校」として創立。2024年（令和6年）3月末に閉校し、創立148周年の歴史に幕を下ろした。

### 校章
桜の花弁と結んで束にした稲穂の絵を背景にして、中央に校名の「田野」の文字（縦書き）を置いている。

### 校歌
1967年（昭和42年）に制定。作詞は古賀残星、作曲は榊惟彦による。歌詞は2番まであり、両番とも校名の「田野小学校」が登場する。

## 沿革
- 1876年（明治9年）3月 - 「田野小学校」が創立。
- 1886年（明治19年）- 小学校令の施行により、尋常科（4年制）を設置の上、「尋常田野小学校」に改称。梅崎分校を設置[1]。
- 1889年（明治22年）- 町村制の施行により、入野村立の小学校となる。
- 1892年（明治25年）4月1日 - 「田野尋常小学校」として独立。
- 1898年（明治31年）- 高等小学校（4年制）が設立される。
- 1907年（明治40年）4月 - 小学校令が改正され、義務教育年限（尋常科の修業年限）が4年から6年に延長される。尋常科5年を設置。
- 1908年（明治41年）4月 - 尋常科6年を設置。
- 1919年（大正8年）9月 - 火災により校舎を焼失。
- 1921年（大正10年）1月 - 校舎を再建。
- 1923年（大正12年）9月 - 高等科を併置の上、「田野尋常高等小学校」に改称。
- 1941年（昭和16年）4月1日 - 国民学校令施行により、「入野村田野国民学校」に改称。尋常科を初等科に改める。
- 1947年（昭和22年）4月1日 - 学制改革（六・三制の実施）により、国民学校初等科が改組され、「入野村立田野小学校」に改称。
  - 国民学校高等科は青年学校と統合の上、新制中学校「入野村立入野中学校」に改組された。
  - 入野中学校の校舎は当初、旧国民学校高等科の教室を使用するということで、小学校3校（入野・納所・田野）に併設の形をとり、分散授業が行われた。
- 1950年（昭和25年）- 中学校校舎が完成し、併設を解消。
- 1958年（昭和33年）
  - 1月1日 - 入野村の町制施行で肥前町が発足。これにより「肥前町立田野小学校」に改称。
  - 4月1日 - 肥前町立切木小学校から瓜ヶ坂地区が校区として移管される。
- 1964年（昭和39年）5月 - 講堂兼体育館が完成。
- 1967年（昭和42年）- 校歌を制定。
- 1976年（昭和51年）9月 - 鉄筋コンクリート造3階建て（一部4階建て）新校舎が完成。
- 1978年（昭和53年）4月 - 学校給食を開始。
- 1984年（昭和59年）10月 - プールが完成。
- 1989年（平成元年）3月 - 体育館が完成。
- 2000年（平成12年）- 校舎耐震改修工事を実施。工事中、体育館および漁民センターで分散授業を行う。
- 2005年（平成17年）1月1日 - 肥前町が唐津市に編入され、「唐津市立田野小学校」（現校名）に改称。
- 2024年（令和6年）
  - 3月23日 - 閉校式を挙行。
  - 3月31日 - 統合により閉校。新2～6年生は4月から唐津市立肥前小学校（旧・入野小校舎を継承）に通学することとなる。

## 通学区域
住所表記で唐津市肥前町の後に「田野、寺浦、新木場、上ケ倉、瓜ケ坂」の続く地域。

## 進学先中学校
- 唐津市立肥前中学校[2]

## 交通アクセス

### 最寄りのバス停留所
- 昭和自動車「福祉センター前」バス停留所

### 最寄りの幹線道路
- 佐賀県道218号高串港線

## 周辺
- 肥前町副詞センターたかくし温泉
- 肥前町老人憩いの家
- 高串郵便局
- 新田川
- 高串港

## 関連事項
- 佐賀県小学校の廃校一覧